# Храм Карні Мата
Храм Карні Мата (гінді करणी माता मंदिर) — індуїстський храм, розташований в Індії на півночі штату Раджастан в містечку Дешнок за 32 км від Біканера. Він відомий за межами Індії як храм щурів. У тому вигляді, в якому він існує зараз, храм був побудований махараджею Біканера Гангою Сінгхом. У 1999 році на гроші Кунданала Верма, ювеліра з Хайдерабада, були добудовані величезні срібні ворота і мармуровий фасад храму. Вважається, що в храмі живе понад 20 000 щурів. Підлога храму спеціально підігрівається, щоб ночами в холодну пору року щури не замерзали. У спеціальній кухні всередині храму браміни постійно готують їжу для щурів. Карні Мата вважається втіленням богині Дурги і шанується не тільки в Раджастані, а й в Гуджараті, Мадх'я Прадеші, Пенджабі і Хар'яні. Кожного року під час святкування Наваратрі тисячі паломників приходять в Дешнок пішки.

## Легенда про Карні Мату
Карні Мата — історичний персонаж. Вона народилася 2 жовтня 1387 року в селі недалеко від Джодхпура в родині поета з касти Чаран. При народженні їй було дано ім'я Нарі Бай. Карні Мата була, судячи з усього, однією з перших «живих богів» Індії. Майже всі храми, присвячені Карні Мата в Раджастані, були побудовані при її житті. У храмах Карні Мата немає її зображення, але присутній відбиток її стопи.
За переказами, батьки віддали Нарі Бай заміж, але вона не жила з чоловіком і вмовила його взяти в дружини свою сестру. Карні Мата довго кочувала зі своїми послідовниками по землях Раджпутани. Врешті-решт вона зупинилася в Дешноку. У 1454 році пасинок Карні Мати, Лакшман, потонув у ставку, коли намагався набрати води. За легендою, Карні Мата звернулася до бога смерті Ями з проханням воскресити дитину. Яма довго не погоджувався, але зрештою піддався на умовляння і дав згоду на те, що всі передчасно померлі діти поетів і бардів (касти Чаран) після смерті не потраплятимуть до Ями, а отримуватимуть тимчасовий притулок у тілах щурів, щоб потім знову втілитися в людському тілі. З тієї пори щури шануються в Дешноку як священні носії дитячих душ.
Карні Мата була «офіційним божеством» раджпутського клану Джодха, махараджів Джодхпура. Карні Мата благословляє Рао Джодха на завоювання Мандора і Аджмера. За переказами, Карні Мата таємничим чином зникла у віці 151 року під час стоянки каравану по дорозі з Джайсалмера в Біканер 21 березня 1538 року.

## Білі щури

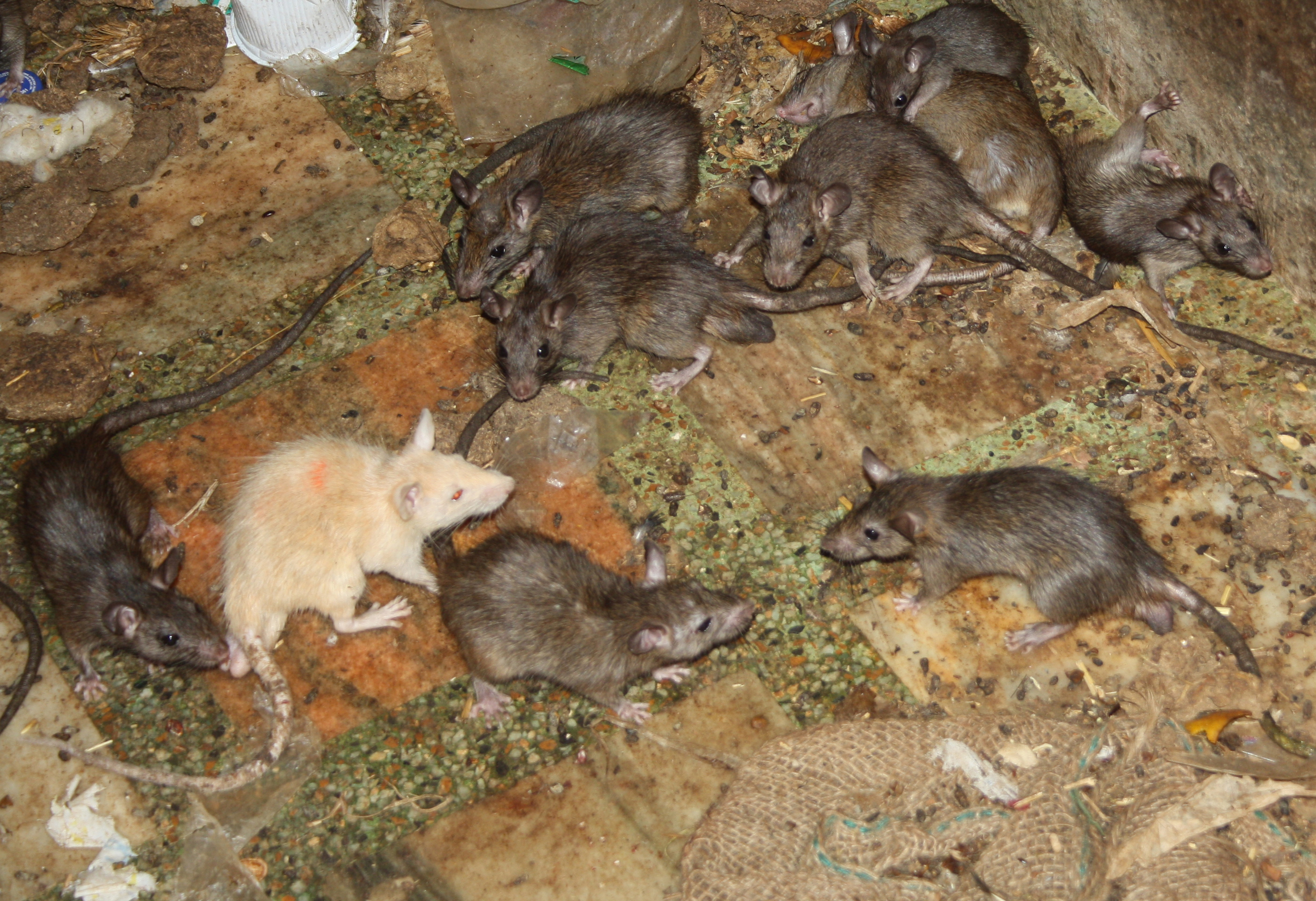
Білий щур у храмі Карні Мата

З усіх тисяч щурів в храмі є кілька білих щурів, які вважаються особливо святими. Вони, як вважають, є проявом самої Карні Мата і її чотирьох синів. Вважається, що вони володіють особливим благословенням і відвідувачі докладають активних зусиль, щоб виманити їх зі сховку, пропонуючи прасад — солодку святу їжу.

## Богослужіння
Храм відкривається для відвідувачів о 04:00 годині. Священники виконують Мангла-Кі-Аарті і роздають бхог (спеціальну їжу) в богослужінні. Віруючі здійснюють приношення щурам, які розгулюють по храму у великій кількості і вважаються благословенними.

## Галерея

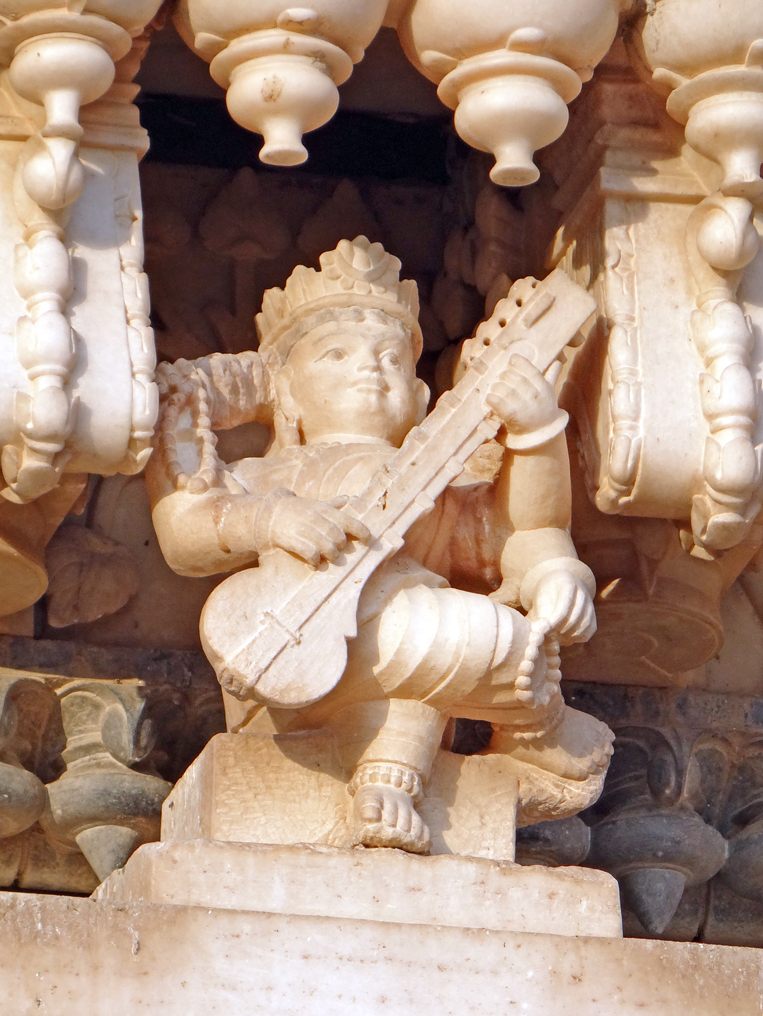
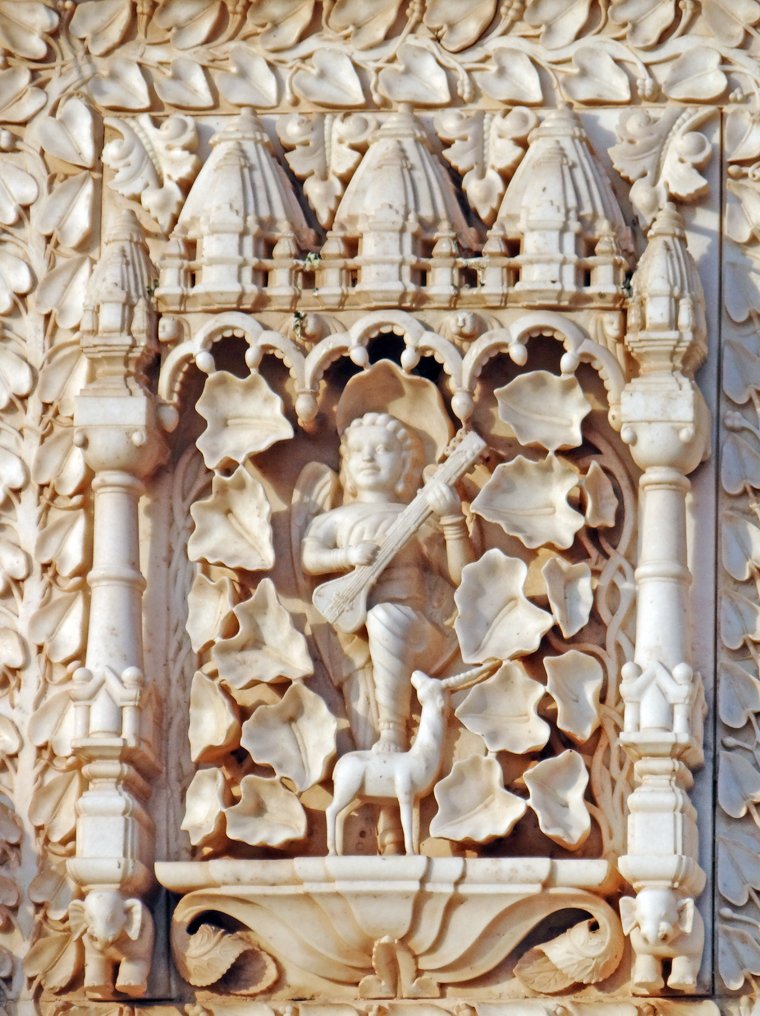
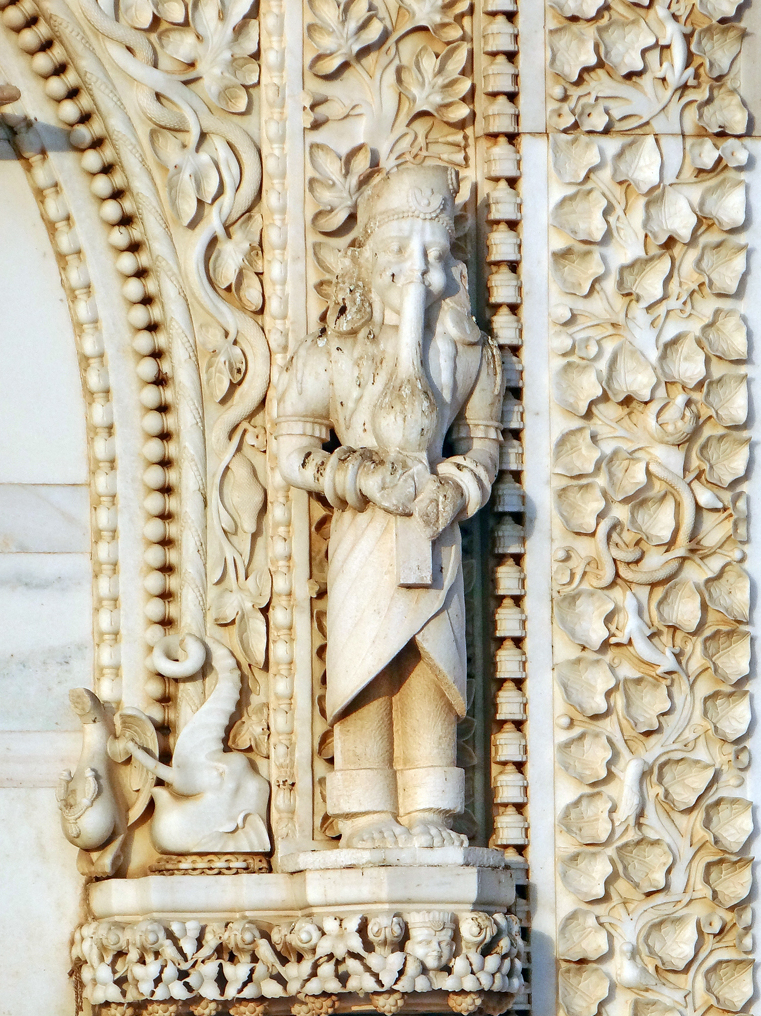
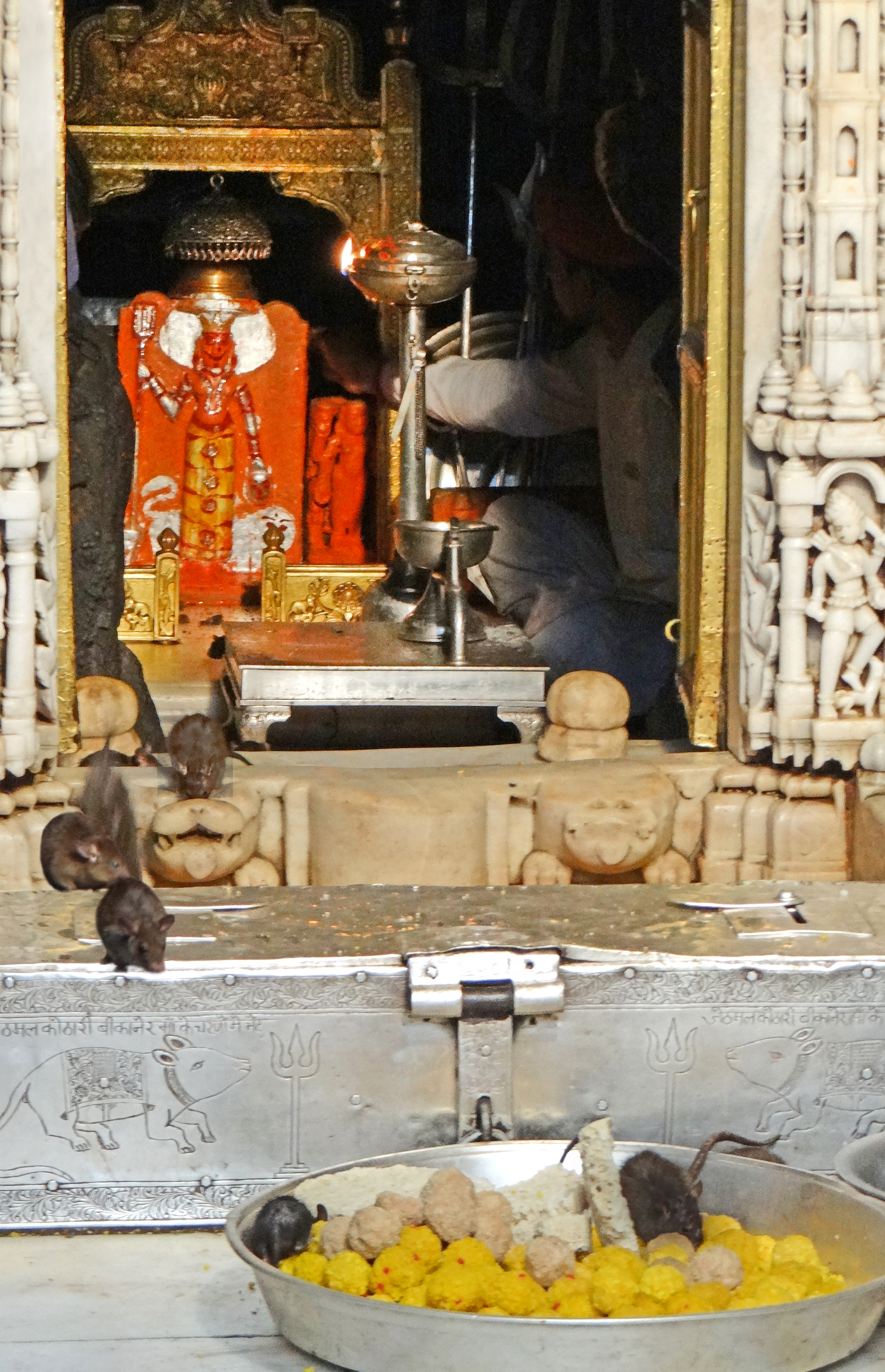
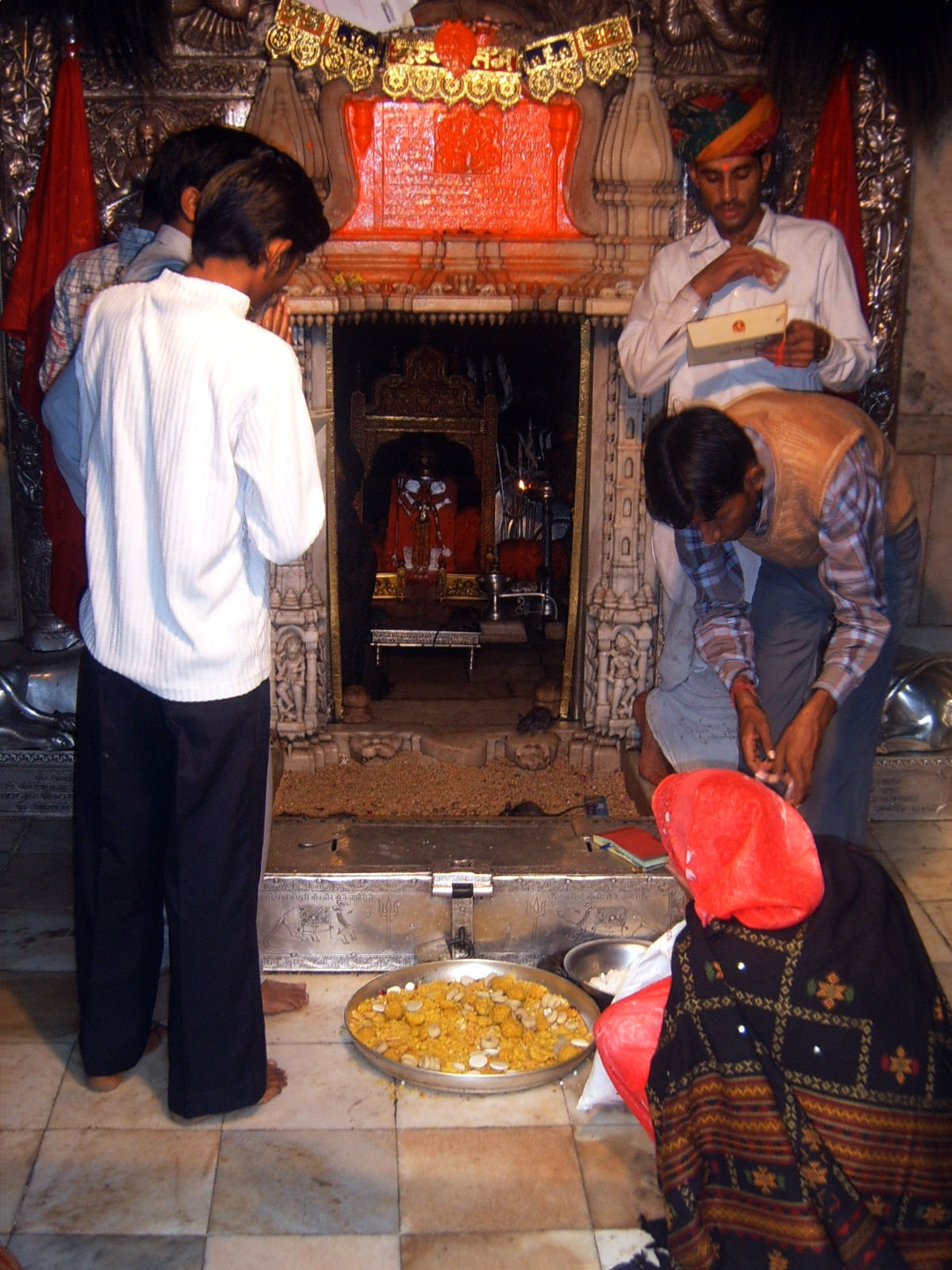
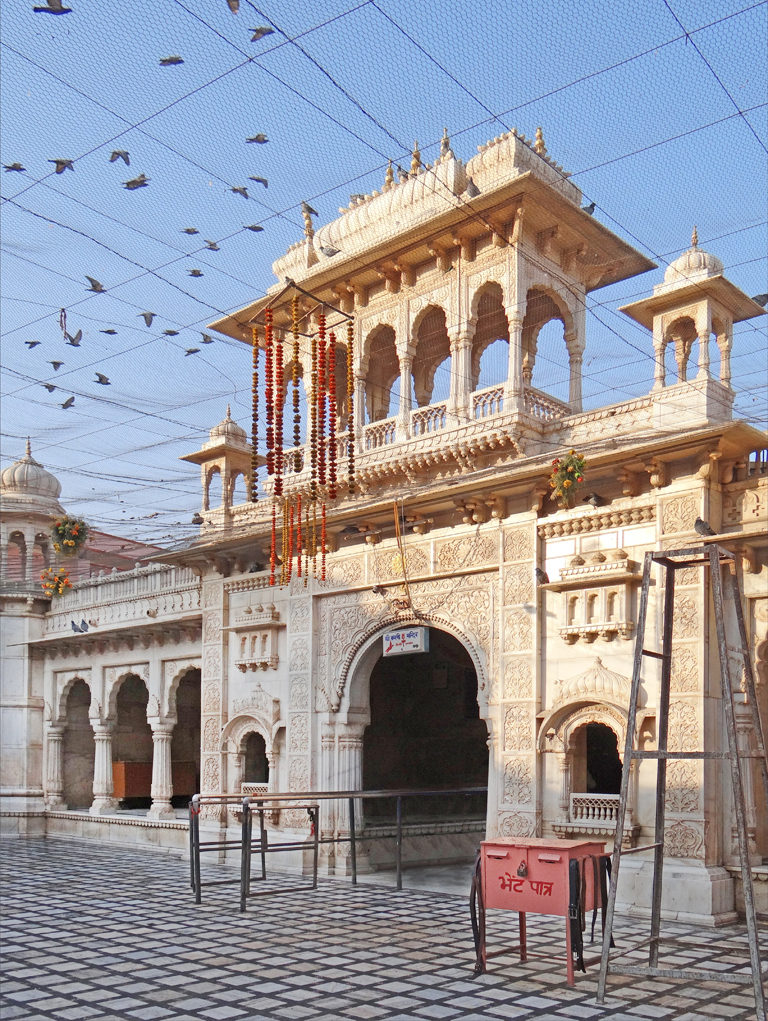
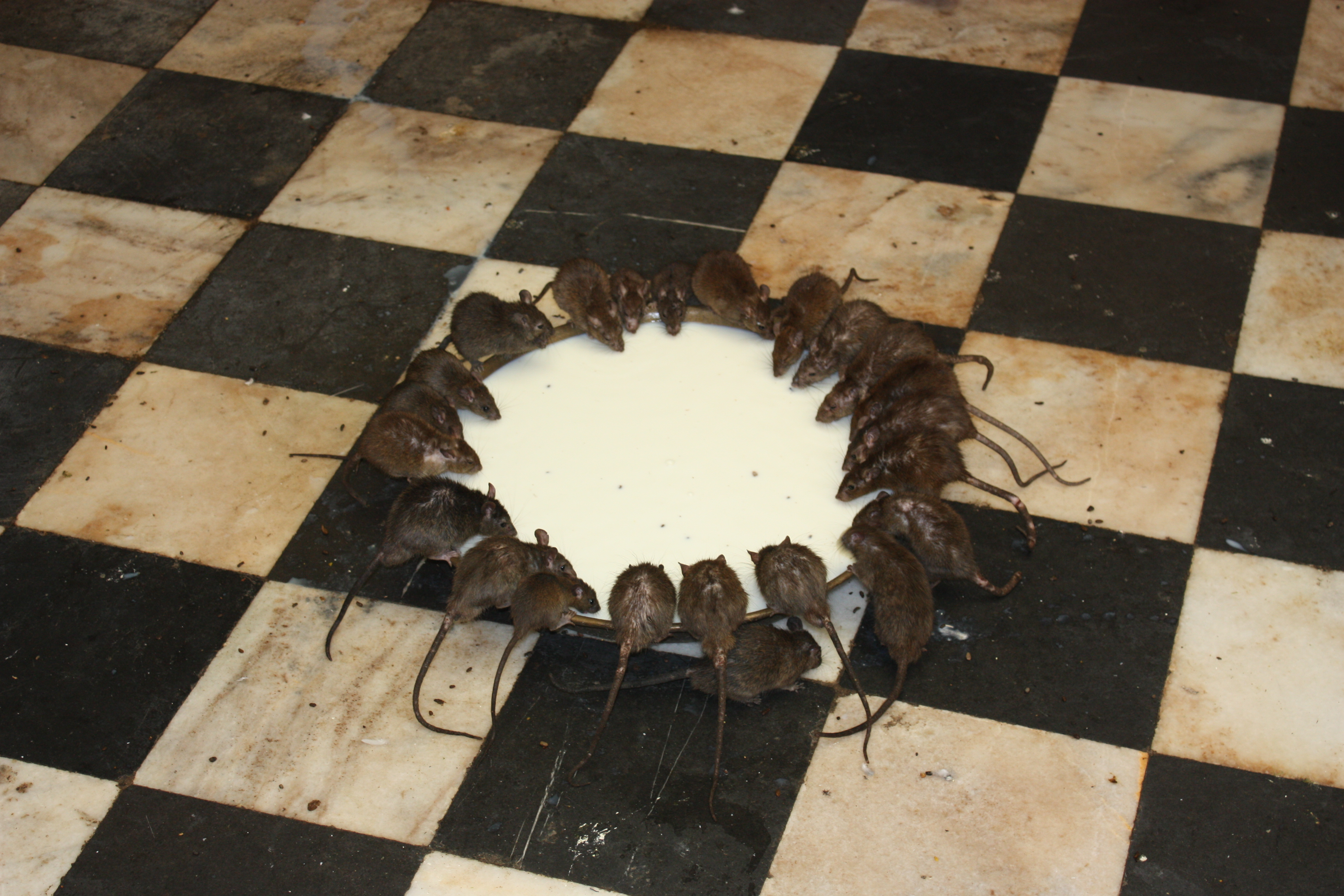
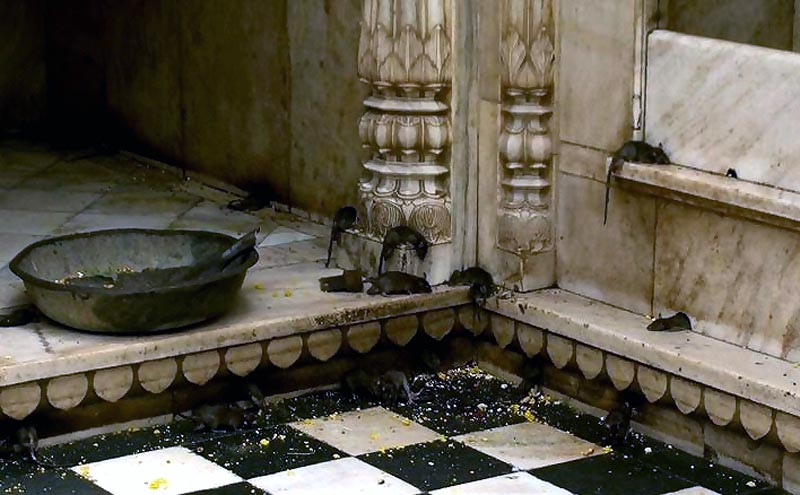
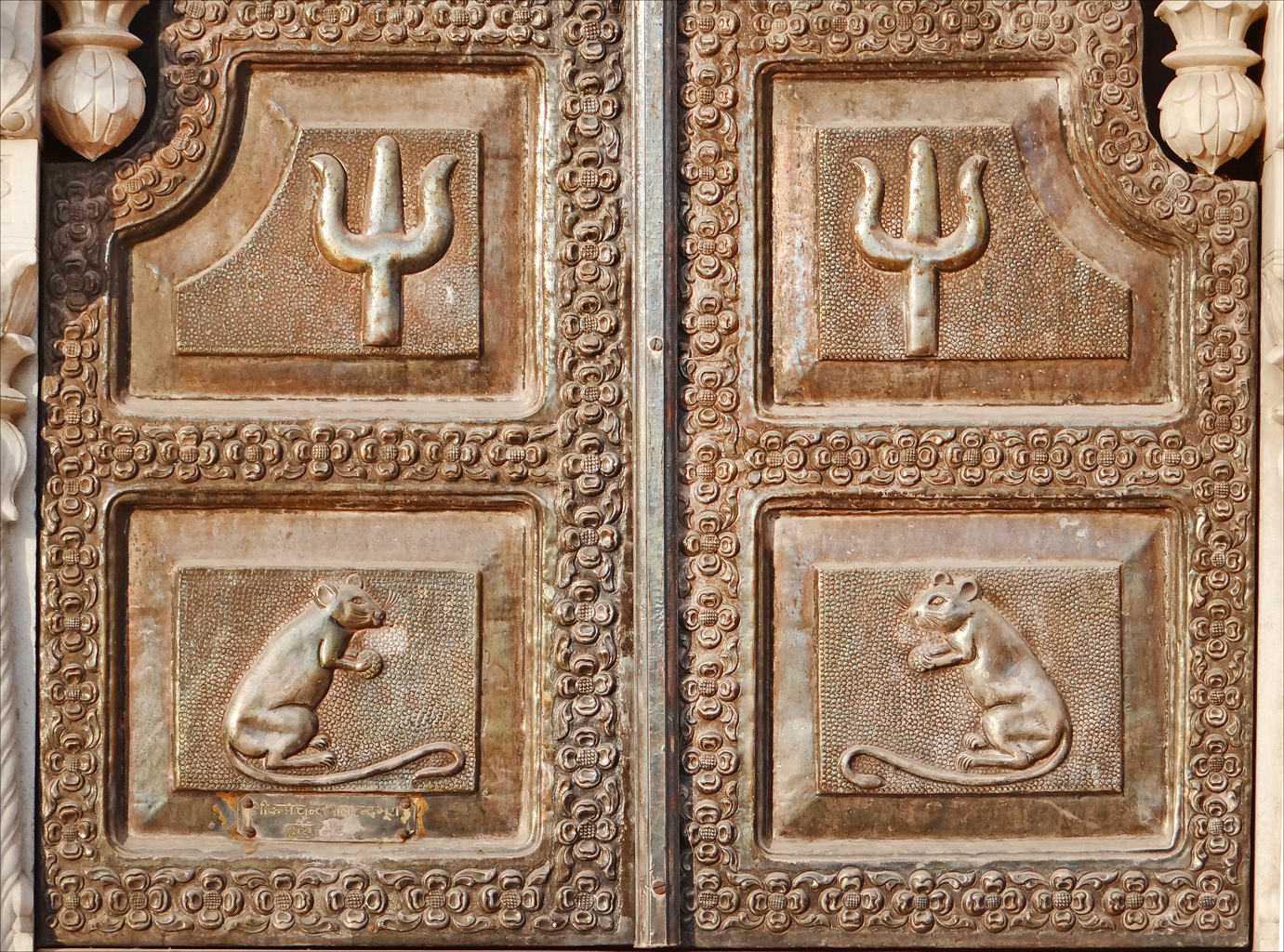